# OKB

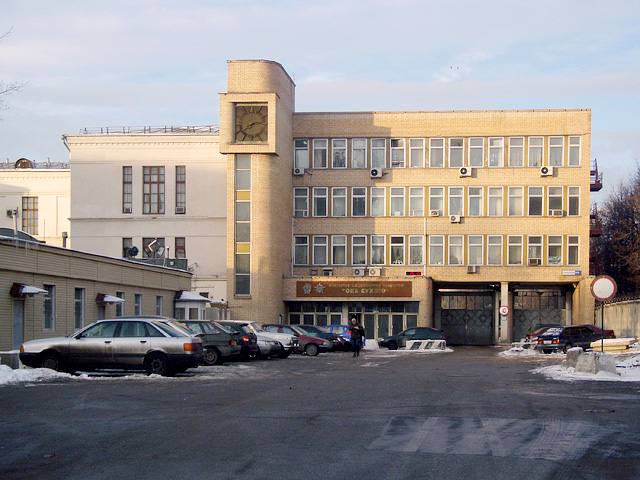
Siège Social de Soukhoï célèbre constructeur aéronautique soviétique puis russe.

Les OKB (russe : Опытное Конструкторское Бюро ; translittération : Opytnoïllé konstrouktorskoïllé biouro ; littéralement « Bureau d’études expérimental ») étaient des bureaux d’études de l’URSS chargés de concevoir et de construire les prototypes d'avions, d'hélicoptères, de fusées, des missiles, ou des composants utilisés par ceux-ci comme les moteurs. Cette forme d'organisation dotée d'une importante autonomie a joué un rôle important dans le déroulement du programme spatial soviétique sous l'impulsion de responsables dotés de fortes personnalités comme Korolev ou Glouchko jusqu'au milieu des années 1970. Les OKB ont été remplacés par des entités intégrant les activités de production en série, les NPO.

## Rôle et historique
Les OKB, qui pouvaient employer des milliers de personnes durant l'ère soviétique, étaient chargés de la conception des systèmes mais également de la fabrication du prototype et éventuellement des préséries. La production en série était confiée à une usine entretenant un lien privilégié avec le bureau d'études. Ils étaient dirigés par des constructeurs généraux comme Andreï Tupolev, Sergueï Korolev ou Valentin Glouchko ayant parfois des contacts directs avec les plus hautes instances politiques. Les OKB étaient placés sous l'autorité de la Commission militaro-industrielle (en) (VPK) tandis que les plus hautes instances du parti communiste d'URSS prenaient les décisions les plus structurantes. En 1965, Léonid Brejnev, qui vient d'arriver au pouvoir et connait bien le domaine, crée le Ministère des Constructions Mécaniques (MOM) pour tenter de coordonner les activités spatiales civiles et militaires réparties notamment entre les différents OKB. Cette instance toutefois ne remplit son rôle qu'imparfaitement et la désorganisation du secteur contribuera à la fois à des gâchis financiers importants et à l'échec du Programme lunaire habité soviétique. En 1974, une majorité d'OKB sont restructurés pour former, avec les unités de production avec lesquelles ils travaillent, des NPO (Associations de Science-Production) telles que NPO Machinostroïenia. À la fin du régime communiste, les OKB ont été transformés en sociétés de droit privé mais nombre d'entre eux sont encore détenus par l’État russe.
Les OKB se voyaient attribuer un numéro par l’État mais étaient souvent nommés de manière officieuse du nom du concepteur principal. Par exemple, l’OKB-51 qui était dirigé par Pavel Soukhoï, était surnommé OKB Soukhoï. Pour des raisons de prestige, les bureaux d’études demandèrent de garder le même nom à la mort de leurs célèbres ingénieurs. À côté des OKB, il existait également quelques bureaux d'études spéciaux (SKB, en russe : Специальное конструкторское бюро) remplissant un rôle proche et des Instituts de recherches scientifiques (NII, en russe : nauchno-issledovatelskiy institut) plus orientés vers la recherche en amont mais qui parfois effectuaient le même travail.

## Liste des OKB

### Avions
| Bureau d'étude | Siège    | Ingénieur en chef                   | Création | Note                                                          |
| -------------- | -------- | ----------------------------------- | -------- | ------------------------------------------------------------- |
| OKB-21 (ru)    |          | Semion Alekseïev                    | 1946     | 1948 : dissolution                                            |
| OKB-23         | Moscou   | Vladimir Miassichtchev              | 1951     | 1960 : dissolution                                            |
| OKB-31         |          | Aleksandr Moskalyev                 |          |                                                               |
| OKB-39         | Moscou   | Sergueï Iliouchine                  | 1933     |                                                               |
| OKB-49         | Taganrog | Gueorgui Beriev                     | 1932     |                                                               |
| OKB-51         | Moscou   | Nikolaï Polikarpov                  | 1923     | Issue de l'entreprise Dux (en) ; 1944 : absorbé par l'OKB-155 |
| OKB-51         | Moscou   | Pavel Soukhoï                       | 1939     |                                                               |
| OKB-86         |          | Robert Bartini                      | 1929     |                                                               |
| OKB-89         |          | Maximov                             |          |                                                               |
| OKB-115        | Moscou   | Alexandre Yakovlev                  | 1934     |                                                               |
| OKB-120        |          | Konstantin Ivanovich Jdanov         |          |                                                               |
| OKB-153        | Kiev     | Oleg Antonov                        | 1946     |                                                               |
| OKB-155        | Moscou   | Artem Mikoyan et Mikhaïl Gourevitch | 1939     |                                                               |
| OKB-155-1 (en) | Doubna   | Mikhail Gurevich                    | 1951     |                                                               |
| OKB-156        | Moscou   | Andreï Tupolev                      | 1922     |                                                               |
| OKB-240        |          | Vladimir Iermolaïev                 | 1939     |                                                               |
| OKB-256        |          | Pavel Tsibine                       |          |                                                               |
| OKB-293        |          | Viktor Bolkhovitinov                | 1940     |                                                               |
| OKB-301        | Khimki   | Semion Lavotchkine                  | 1937     |                                                               |
| OKB-482        |          | Vladimir Miassichtchev              | 1967     | Succède à l'OKB-23                                            |
| OKB-458 (en)   | Moscou   | Igor Tcheverikov                    | 1934     | 1948 : dissolution                                            |
| OPO-3 (en)     |          | Dmitry Grigorovich (en)             | 1925     |                                                               |

### Hélicoptères
| Bureau d'étude | Ingénieur en chef | Création |
| -------------- | ----------------- | -------- |
| OKB-329        | Mikhaïl Mil       | 1948     |
| OKB-938        | Nikolaï Kamov     | 1948     |

### Moteurs d'avions et de fusées
| Bureau d'étude | Siège             | Ingénieur en chef                       | Création |
| -------------- | ----------------- | --------------------------------------- | -------- |
| OKB-2          | Korolev           | Alexeï Issaïev                          | 1948     |
| OKB-19         | Perm              | Arkadi Chvetsov puis Pavel Soloviev     | 1934     |
| OKB-20 (en)    | Omsk              | Valentine Glushenkov                    | 1956     |
| OKB-29         |                   |                                         |          |
| OKB-26 puis 36 | Rybinsk           | Owl Maksimovich puis Piotr Kolesov (ru) | 1928     |
| OKB-117        | Saint-Pétersbourg | Vladimir Klimov puis Sergueï Izotov     | 1935     |
| OKB-165        | Kiev              | Arkhip Lyoulka                          | 1938     |
| OKB-276        | Samara            | Nikolaï Kouznetsov                      | 1946     |
| OKB-300        | Moscou            | Alexandre Mikouline                     | 1943     |
| OKB-456        | Khimki            | Valentin Glouchko                       | 1946     |
| OKB-478        | Zaporijjia        | Alexandre Ivtchenko                     | 1945     |
| OKB-690        |                   | Mikhaïl Bondariouk                      | 1950     |
| OKB-??         | Voronej           | Ivan Vedeneïev                          |          |

En 2004, l'OKB-36 Rybinsk et l'OKB-165 Lyulka fusionnent donnant naissant au NPO Saturn.

### Lanceurs, missiles et équipements fusée
| Bureau d'étude | Ingénieur en chef            | Création |
| -------------- | ---------------------------- | -------- |
| OKB-1          | Sergueï Korolev              | 1946     |
| OKB-2 (en)     | Karl Ivanovich Tritko        | 1946     |
| OKB-4 (en)     | Matus Bisnovat (en)          | 1946     |
| OKB-7          | Nikolai Petrovich Antonov    | 1949     |
| OKB-8          | Lev Lyulyev (en)             | 1947     |
| OKB-10         | Mikhail Reshetnev            | 1959     |
| OKB-30         |                              |          |
| OKB-52         | Vladimir Tchelomeï           | 1944     |
| OKB-134        | Ivan Toropov (ru)            | 1949     |
| OKB-586        | Mikhail Yanguel              | 1944     |
| OKB-692        | Boris Mikhailovich Konopolev | 1959     |

### Autres
| Bureau d'étude | Ingénieur en chef      | Création |
| -------------- | ---------------------- | -------- |
| OKB-12         | A. S. Abramov          |          |
| OKB-15 (en)    | Viktor Tikhomirov (en) | 1955     |
| OKB-16 (en)    | A. E. Nudelman         | 1934     |
| OKB-124        | Grigoriy Voronine      |          |
| OKB-154        | Sémion Kosberg         | 1946     |

### Instituts de recherche
- KIAE, 1943
- KB-11, 1946
- Tcheliabinsk-70, 1955
- VNIITransmash, 1949